# Escuelas Públicas de Palisades Park
Las Escuelas Públicas de Palisades Park (Palisades Park Public Schools) es un distrito escolar de Nueva Jersey. Tiene su sede en Palisades Park. El consejo escolar tiene un presidente, un vicepresidente y siete miembros.

## Escuelas
- Palisades Park Junior-Senior High School
- Charles A. Lindbergh Elementary School
- Dr. Charles Smith Early Childhood Center